# NS-74
El NS-74 (Neumático Santiago 1974) es el primer modelo de tren del Metro de Santiago. Diseñado y construido por Alstom en Francia, siendo además el primero de 
rodadura neumática. En total eran 49 trenes formados por 5 coches cada uno, 245 unidades. Desde 2020 quedan solo 24 trenes de siete coches, equivalentes a 168 unidades. El resto ha sido dado de baja a lo largo del tiempo. Circulan por la línea 5 del Metro de Santiago. Está basado en los modelos MP-68 y MP 73 del Metro de la Ciudad de México y Metro de París, respectivamente.

## Historia

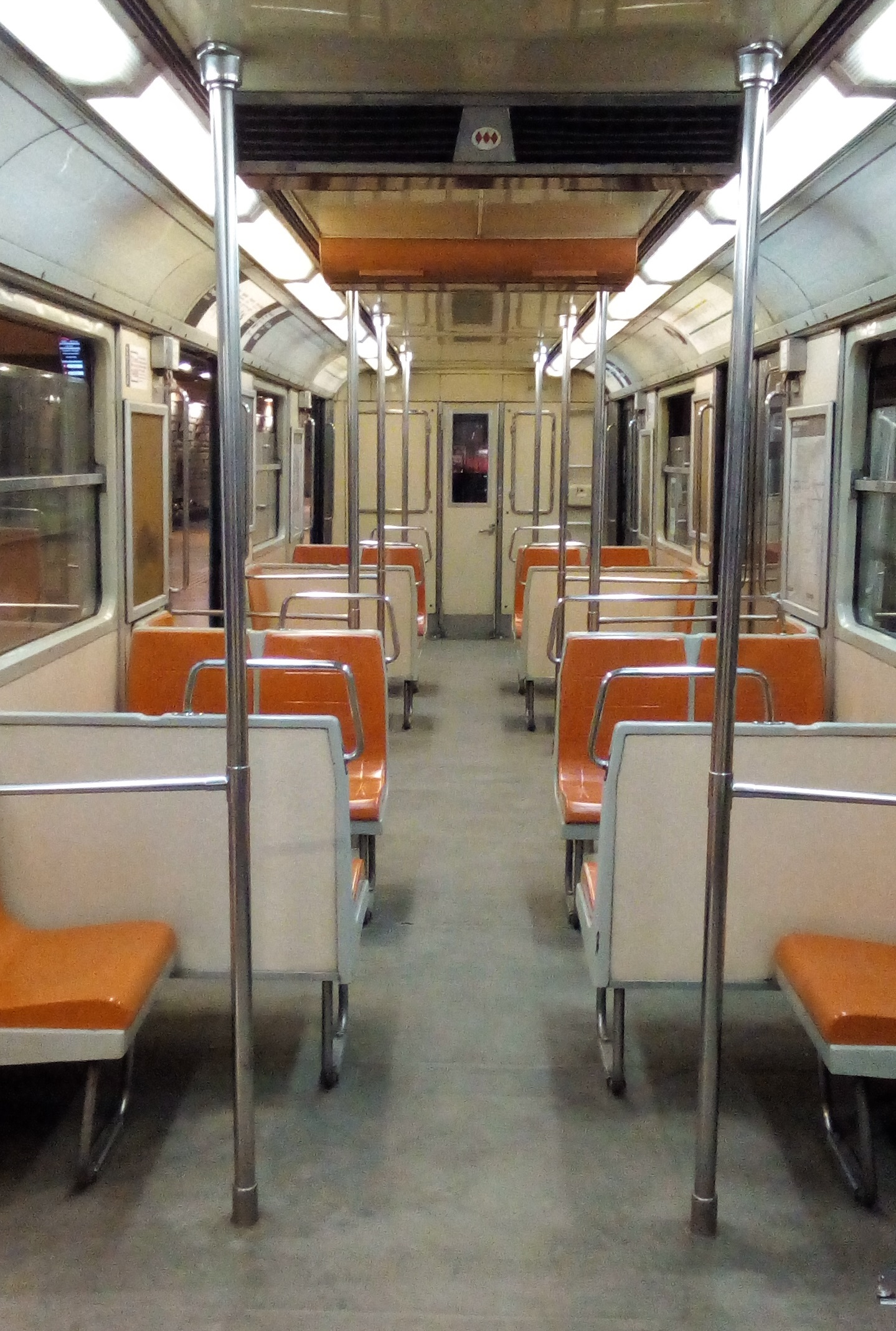
Interior de un tren NS-74.

La historia de estos trenes se remonta a los inicios del Metro de Santiago; durante abril de 1970 la Comisión de Tránsito Rápido Metropolitano se encontraba abocada a definir el tipo de rodadura que tendrían los trenes del metro, realizando paneles y exposiciones de expertos, y el 15 del mismo mes se definió oficialmente la adopción de ruedas de goma. El 30 de abril de 1970 la Dirección General de Obras Públicas (DGOP) convocó a una licitación privada internacional para la adquisición del material rodante para el metro, en la que se solicitó ofertas a 16 empresas de 8 países, de las cuales 11 empresas de 4 países retiraron los antecedentes correspondientes; finalmente se presentaron a la licitación 4 empresas francesas.
La adjudicación de la primera licitación de material rodante fue realizada el 29 de enero de 1971, mediante la resolución 112 de la DGOP, entregada al consorcio francés Alsthom Groupe Brissonneau con el cual se le encargó la fabricación de 135 coches. El primer ensayo de un tren NS-74 se realizó el 4 de abril de 1973 en una zona de pruebas de la Administración Autónoma de Transportes Parisinos (RATP) en Joinville-le-Pont, y los carros comenzaron a llegar a partir del 3 de junio de 1973 para ser usados en la Línea 1: aquel día arribaron a Santiago los tres primeros vagones, provenientes del puerto de San Antonio, tras haber sido descargados del barco «Ciudad de México» que los trajo desde el puerto francés de La Rochelle; hacia marzo de 1974 ya habían sido desembarcados en el puerto de San Antonio 104 vagones.
Posteriormente en 1975, Metro encargó la construcción de 60 coches adicionales. Estos entraron en funcionamiento a partir de septiembre de 1976 y también serían utilizados en la naciente Línea 2. Sin embargo, debido a las extensiones de las líneas antes mencionadas, se adquieren 50 coches adicionales en 1981, los cuales arribaron a Chile en octubre del mismo año. Con esta última adquisición se completa la flota total de 49 trenes.
Hacia fines de la década de 1980 e inicios de la de 1990 estos trenes circularon también con una formación de 4 coches cada uno en la Línea 2. En la misma medida el coche sobrante fue utilizado en los trenes de la Línea 1, generando trenes de 6 coches. Estas formaciones se extendieron hasta el año 2000.[cita requerida]

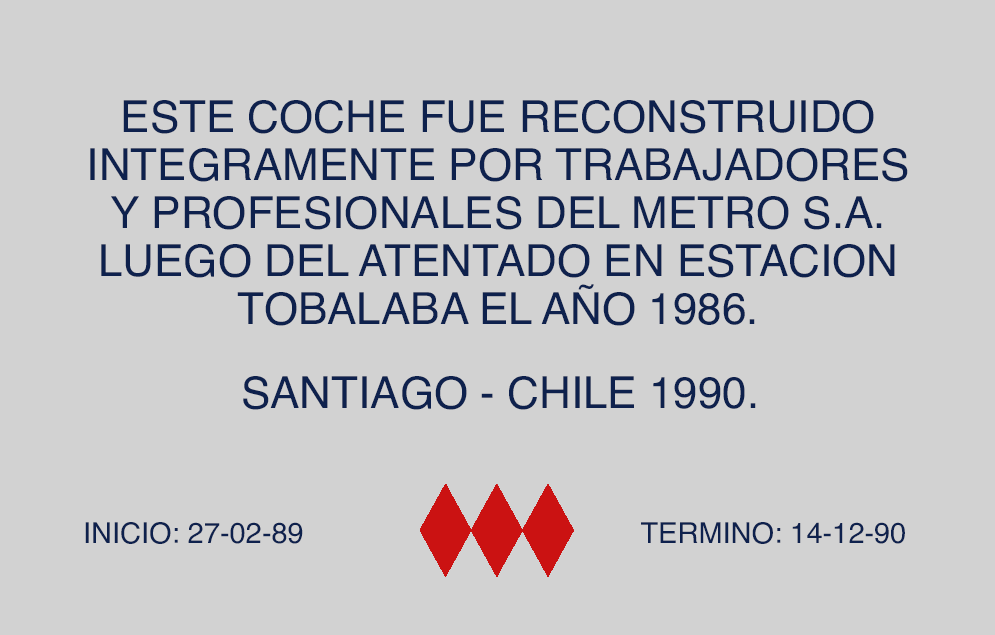
Placa que existía en el coche P3029, reconstruido tras el atentado en la estación Tobalaba en 1986.

En el año 1986, un atentado terrorista en la estación Tobalaba destruyó casi en su totalidad el coche P3029. Este atentado, reivindicado por el Frente Patriótico Manuel Rodríguez, dejó varios heridos y un muerto. Posteriormente este tren fue restaurado en el Taller Neptuno entre el 27 de febrero de 1989 y el 14 de diciembre de 1990. 
En noviembre de 2009, tras la llegada del primer tren NS-2007 a la Línea 1, los NS-74 comenzaron a ser trasladados totalmente hacia las líneas 2 y 5. Este proceso culminó en octubre de 2013 tras la llegada de la totalidad de los trenes NS-2012, siendo nuevamente reconfigurados.
Hacia 2014 se anunció un plan de modernización de estos trenes. El proyecto consistía en la remodelación completa del material rodante. Para ello se les instalaría aire acondicionado, cambios en su sistema de tracción, nueva disposición de asientos e interconexión de los vagones. Sin embargo, el proyecto original de remodelación fue cancelado a fines de 2015, debido a que los trenes contenían altas cantidades de asbesto.
Las unidades de este modelo saldrían de circulación, según algunas fuentes, en un plazo de 10 años a partir de mediados de los años 2010. Por el momento se mantendrán operativas mientras son armados los trenes modelo NS-2016, que vendrían a reemplazar a los NS-74.[cita requerida] Se espera que a 24 de estos trenes se le extienda su vida útil por 10 años; debido a esto solo 11 trenes serían dados de baja.
En noviembre de 2020, con la llegada de los trenes NS-2016 a la línea 5, algunos trenes NS-74 fueron dados de baja; esto corresponde a 76 coches que equivalen a 11 trenes. Lo anterior se enmarca en la antigüedad de los mismos. Además, en el mismo año, iniciaron una nueva reforma bajo el proyecto overhaul. El 15 de enero de 2021 comenzó a circular la primera unidad de estos trenes reformados en la Línea 5.

### Reconfiguraciones
Entre 2002 y 2004 varios de los trenes que operaban en la Línea 1 fueron reconfigurados. Lo anterior se hizo para sortear la alta demanda de la mencionada línea, disponiendo así de trenes de 7 coches. En efecto se modificaron 10 coches M —motor con cabina de conducción— transformando dicho coche a un tipo N quedando sus mecanismos de control de conducción desactivados. A estos, además, se agregaron los vagones P y R a formaciones de 5 coches dejando trenes de 7 vagones, modificando en total 10 trenes. El vagón N restante se agregó como coche de refuerzo dejando trenes de 6 vagones. Tras esta modificación quedaron 44 trenes, en donde 10 estaban compuestos por 7 vagones, 5 por 6 y 29 de 5, siendo separados 5 trenes de los cuales se ocuparon sus coches completamente.
En 2013 se realizó un proceso similar, y en aquella ocasión se modificaron 9 trenes; asimismo, se intercambiaron los coches de las formaciones originales. Tras estas modificaciones quedaron 24 trenes de siete coches, 10 de seis y 1 de 5 vagones, completando 35 trenes en total.
Hacia 2020 estos trenes comenzaron un nuevo proceso de reformación que buscaba extender su vida útil en 10 años. Con esto solo quedarían 24 trenes de siete coches cada uno, siendo adaptados a nuevos estándares de seguridad. Esta vez el proceso incluyó la eliminación del coche motriz adaptado en los procesos anteriores sustituyéndolo por un coche convencional, así como la separación total y posterior unión de los vagones de 33 trenes entre otras mejoras al tren en general.

## Datos técnicos
Existen tres series de este modelo (A, B y A1), con diferencias entre sí, tanto técnicas como de los interiores (distribución de asientos).
- Trocha: 1435 mm
- Voltaje utilizado por el tren: 750 V CC
- Sistema de tracción: JH, 2 motores de corriente continua por cada bogie en coches M y N.
- Neumáticos utilizados: Michelin XPMA TL (345/85 R16) o Bridgestone VSE9Z (13,50/85 R16)
- Sistema de ventilación: Renovación de aire y 2 ventiladores por coche
- Fabricante: Alsthom Groupe Brissonneau
- Procedencia: Francia
- Años de construcción: 
  - Serie A: 1972-1973 (P3001 al P3028)
  - Serie B: 1974-1975 (P3029 al P3039)
  - Serie A1: 1981 (P3040 al P3049)
- Series motrices: M0001 a M0098
- Interiores: Asientos de color naranja y acabados interiores en blanco crema
- Pintura de la carrocería: Celeste en 2 tonos
- Monocoup: Campana eléctrica
- Altura desde la cabeza del riel: 3,61 m
- Altura desde el andén: 2,41 m
- Ancho del coche: 2,6 m
- Largo del coche M: 17,18 m
- Largo del coche N, P, y R: 16,18 m
  - En donde:
  - M: Coche motor con cabina de conductor.
  - N: Coche motor sin cabina de conductor.
  - P: Coche remolque con equipo de pilotaje automático.
  - R: Coche remolque.

A lo largo de los años han sufrido varias modificaciones, tales como:
- Cambio de algunos asientos.
- Instalación de 2 ventiladores por cada coche.
- Posibilidad de abrir las ventanas de entre coche.
- Indicador del número de tren mediante tablero de leds.
- Instalación de resortes de seguridad entre coches para evitar caídas de personas a las vías.
- Adición de luces indicadoras de cierre de puertas.
- Fabricación de puertas de intercomunicación en acero inoxidable enrejadas con celosías para el ingreso de aire hacia el interior del coche en épocas de altas temperaturas.
- Luces indicadoras de ruta (roja/verde) para su uso en servicios expresos.
- Reemplazo de las luces frontales de cabina por luces tipo led.
- Instalación de pantallas led a los costados del tren para indicar destino final (trenes de líneas 2 y 5).
- Instalación de voces automatizadas de estaciones («se inicia el cierre de puertas») y llamados a fomentar buenos modales entre los pasajeros.